# 白山セイモアスキー場
白山セイモアスキー場(はくさんセイモアスキーじょう)は、石川県白山市河内町内尾にあるスキー場。正式名称は白山千丈温泉セイモアスキー場（はくさんせんじょうおんせんセイモアスキーじょう）で、公式ウェブサイトや施設案内、マスメディアによる報道では通称の「白山セイモアスキー場」の名称が使用される。

## 概要
過疎からの脱却と地域産業の振興を図るべく、温泉開発とともに計画された。プロスキーヤー・三浦雄一郎の監修･設計のもと、1987年12月にオープンした。
「セイモア」の名は、当スキー場のモデルであり姉妹スキー場提携したカナダのマウント・シーモアスキー場にちなんでいる。開業当初はスノーボード禁止だったが、ボード人気とスキー客の減少に歯止めがかからず、現在はボーダーも受け入れている。
白山市誕生後、利用者数の減少と白山市の行財政改革に伴い近隣のスキー場が休止になっている（2007年鳥越、2008年中宮、2009年白峰、2012年瀬女）。2007年シーズンからは、一里野・瀬女とともに、のスノーエリアマネジメント白山（略称SAM白山）が指定管理者として運営している。

## リフト
- 第1クワッドリフト　（山麓→中腹）
- 第2ペアリフト　　　（中腹→山頂）
- 第3ペアリフト　　　（中腹）
- 第4ペアリフト　　　（中腹）

## コース
中級のコースがやや多めとなっている。各コースの名称は音楽にちなんでいる。
- バリエーションコース　中級
- シンフォニーコース　上級 (非圧雪)
- ラプソディコース　上級 (非圧雪)
- ボレロコース　上級 (非圧雪）
- メヌエットコース　初級
- スイートコース　中級
- コンチェルトコース　初級
- プレリュードコース　上級 (非圧雪)
- ロマンスコース　中級

## 施設
- レストハウス
- ショップ
- レンタルショップ
- 金沢セイモアスキースクール
- 駐車場（1,300台、無料）
かつては夏季に「セイモア･ドライブインシアター」を営業していた。

## アクセス
- バス：金沢駅から約50分
  - シーズン中は北陸鉄道による直通バスが運行される。
- 車：北陸自動車道金沢西ICから約30分

## その他
- ふるさと保養センター清流（入浴施設）